# 青海左翼盟
青海左翼盟是青海蒙古部落，原置青海辦事大臣管轄青海地方，並主持蒙古各部會盟，不設盟長。道光三年（1823年）分青海黃河以北之蒙古二十四旗為左、右翼二盟。其中青海左翼盟轄十二旗。

## 和硕特部（十旗）
- 和碩特西前旗札薩克親王品級多羅郡王
- 和碩特西後旗札薩克多羅貝勒
- 和碩特北左翼旗札薩克固山貝子
- 和碩特南左翼後旗札薩克輔國公
- 和碩特北前旗札薩克輔國公
- 和碩特南右翼後旗札薩克輔國公
- 和碩特南右翼末旗札薩克一等台吉
- 和碩特西右翼中旗公中札薩克一等台吉
- 和碩特北左末旗札薩克一等台吉
- 和碩特北右末旗札薩克一等台吉

## 土尔扈特部（二旗）
- 土爾扈特南後旗札薩克一等台吉
- 土爾扈特西旗札薩克一等台吉